# مغلطه بی‌ربطی
ناپیرو (به لاتین: Non sequitur) مغالطه صوری، مغالطه بی‌ربطی یا مغالطه ساختاری در منطق شکلی استدلالی است که نتیجهٔ آن پی‌آمد مقدمات آن نیست.
در فلسفه، مغالطه ساختاری الگویی از استدلال است که به دلیل اشکال در ساختار منطقی آن نادرست می‌شود. این اشکال را می‌توان به خوبی در یک سیستم منطقی استاندارد، مثلاً حساب گذاره‌ای، بیان کرد. استدلالی که یک مغالطه ساختاری است همواره اشتباه به شمار می‌آید. مغلطه ساختاری در مقابل مغلطه ناساختاری قرار دارد که ممکن است ساختار منطقی درستی داشته باشد اما بخاطر یک یا چند گزاره غلط اشتباه از آب در می‌آید.

## نمونه‌ها
1. تبریزی‌ها ترکی بلدند. رسول ترکی می‌داند، پس رسول تبریزی است.
2. مشهدی‌ها خراسانی هستند. جواد مشهدی نیست. پس جواد خراسانی نیست.
3. کامران نمی‌تواند در آن واحد هم‌خانه باشد هم مدرسه. کامران در خانه نیست. پس در مدرسه است.

رد استدلالات:
1. رسول زنجانی بوده.
2. جواد سبزواری بوده.
3. کامران در مغازه است.

## نمونه‌های رایج
- برخی از مدارک اصلی تو وجود خارجی ندارند و ناقص یا حتی جعلی هستند! این ثابت می‌کند که حق با من است![۳]
- دامپزشک هیچ گونه دلیل منطقی برای مرگ سگ من نمیابد. دیدی؟ دیدی؟ این ثابت می‌کند که تو سگ مرا مسموم کردی! هیچ توضیح منطقی دیگر وجود ندارد![۴]
- آدولف هیتلر از سگ خوشش میامد. آدولف هیتلر شرور بود. از این رو دوست داشتن سگ شرورانه است.[۵]